# قصة حب (فلم)
قصة حب (بالإنجليزية: Love Story) هو فيلم رومانسي عاطفي أمريكي صدر عام 1970، وحقق نجاحاً كبيراً من ناحية الإيرادات، ربما بسبب ندرة هذا النوع من الأفلام في الستينيات والسبعينيات من القرن العشرين، لكن هذا لم يمنع تعرضه لبعض الانتقادات من النقاد المتخصصين في الأفلام.

## وصلات خارجية
- مقالات تستعمل روابط فنية بلا صلة مع ويكي بيانات

1. ↑  "معلومات عن قصة حب (فيلم) على موقع kinenote.com". kinenote.com. مؤرشف من الأصل في 2016-03-05.
2. ↑  "معلومات عن قصة حب (فيلم) على موقع movie.walkerplus.com". movie.walkerplus.com. مؤرشف من الأصل في 2016-07-12.
3. ↑  "معلومات عن قصة حب (فيلم) على موقع port.hu". port.hu. مؤرشف من الأصل في 2019-12-12.